# Триест (тежък крайцер, 1926)
Триест (на италиански: Trieste) е тежък крайцер на италианския флот от времето на Втората световна война, втори кораб от типа „Тренто“.
На 10 април 1943 г. е потопен от американски бомбардировачи „B-24“ в Ла Мадалена, Сардиния. Изключен от състава на флота на 18 октомври 1946 г.

## История на създаването
Тежкият крайцер „Триесте“ е заложен в корабостроителницата на Триесткия технически завод (на италиански: Stabilimento Tecnico Triestino) в Триест на 22 юни 1925 г., спуснат на вода на 24 октомври 1926 г., влиза в строй на 21 декември 1928 г.

## История на службата
Крайцерът „Триест“ в течение на цялата си служба оперира в Средиземно море. През 1929 г. заедно с „Тренто“ извършва поход до Барселона.
През 1933 г. заедно с крайцерите „Тренто“ и „Болцано“ сформира втора морска дивизия. През 1934 г. ВМС на Италия са реорганизирани, и „Тренто“, „Болцано“ и „Триест“ сформират Трета морска дивизия с пристанище на базиране в Месина. През 1935 г., за кратко време, е флагмански кораб на 3-та дивизия крайцери.

### Втора световна война
С началото на Втората световна война „Триест“ е включен, в състава на 3-та дивизия крайцери, в състава на Втора ескадра. През август 1940 г. става флагмански кораб на адмирал Луиджи Занзонети (на италиански: Luigi Sansonetti). Корабът участва в много от битките на италианския флот в Средиземно море: сражението при Пунта Стило (9 юли 1940 г.), боя при нос Спартивенто (27 ноември 1940 г.) боя при нос Матапан (27 − 28 март 1941 г.).
На 9 ноември 1941 г. крайцерът участва в боя за конвоя „Дуйсбург“.
На 21 ноември 1941 г. крайцерът е повреден в резултат на попадение на торпедо, изстреляно от британската подводница HMS Utmost. Наводнени са три котелни отделения, но екипажът съумява да спаси кораба и да го докара до Месина. До лятото на 1942 г. крайцерът се намира в ремонт.
В течение на 11 – 13 август 1942 г. „Триест“ взема участие в операция „Пиедестал“ по прехващането на британски конвой за Малта. Впоследствие, поради дефицит на гориво, крайцерът практически не излиза в морето.

### Гибелта на „Триест“
В края на 1942 г., с появата на Средиземноморския театър на военните действия на американските тежки бомбардировачи, престоят на италианските кораби в обичайните им бази е оценен като опасен. На 10 декември 1942 г. 3-та дивизия крайцери напуска Месина и преминава в Ла Мадалена – неголям порт на североизточния бряг на Сардиния. Въпреки това, новата стоянка е открита от американското въздушно разузнаване. На 10 април 1943 г. в 13:45 италианските кораби в Ла Мадалена са атакувани от съединение на 84 тежки бомбардировача B-17. В хода на нападението „Триест“ получава ред попадения от 1000-фунтови (454 kg) авиобомби. Крайцерът получава тежки повреди, разрушени са надстройките, започва теч и пожар. Двучасовата борба за спасяване на кораба няма успех и в 16:13 „Триест“ се преобръща и потъва на дълбочина 20 m. Загуби сред екипажа – 30 убити, 50 ранени. Корабът е официално изключен от списъците на флота на 18 октомври 1946 г. заедно със систършипа.

## Последваща съдба
През 1950 г. фирмата „Micoperi“ го изважда от водата и той е отбуксиран в Специя, където в поставен в док в очакване на продажба за скрап, на 19 май 1951 г. е купен от испанската фирма „Elcano“ за разкомплектоване на метал (испанската компания „Elcano“ е неофициален посредник между италианската фирма „Micoperi“ и ВМС на Испания, като всъщност идеята е преоборудването на кораба до самолетоносач от проекта 66), на 14 юни 1951 г. приведен в Картахена, в корабостроителницата „Bazan“, на 28 август 1951 г. Главния морски щаб на Испания отменя преоборудването и го пренасочва за разкомплектоване за скрап, на 11 септември 1951 г. е преведен във Ферол, където влиза в док №2 на военноморската корабостроителница, през юли 1952 г. има ново предложение да се преоборудва до крайцер ПВО, разкомплетован е за метал в периода от 1956 до 1959 г.